# Športski ples
Športski ples je ples koji je normiran u smislu posebnih pravila o natjecanjima, plesovima, kostimima, sudcima i ostalome. Kao i kod svakoga drugog športa nije dopuštena prevelika improvizacija. Za športski ples možemo reći kako je riječ o natjecateljskomu dvoranskom plesu. To je jedan od najljepših dvoranskih športova, u kojem nalazimo i umjetnost, i šport, i zabavu. Športski ples je na popisu športova Svjetskih igara (engl. World Games), odnosno pod okriljem Međunarodne udruge Svjetskih igara, koju podržava Međunarodni olimpijski odbor.

Dvije su vrste športskoga plesa: latinskoamerički (LA) i standardni (ST) plesovi. Međusobno se ove vrste dosta razlikuju, iako imaju sličnosti te su se preklapale u prošlosti, jer se ples stalno mijenja i razvija. Ukupno je deset športskih plesova, od čega pet latinskoameričkih i pet standardnih.

## Standardni plesovi
Standardni su plesovi ono na što ljudi najčešće pomisle kad čuju riječ ples. To su plesovi s prirodnim i dinamičnim kretanjem, u kojima partneri gotovo tijekom cijeloga plesa plešu u plesnom držanju (iznimka su teže figure u višim kategorijama). Ovo su stariji i staromodniji plesovi koji se kod nas manje plešu u odnosu na latinoameričke, a i smatraju se težima od njih.

### Engleski valcer
Ovaj ples doista potječe iz Engleske, (odnosno, njegovu današnju formu izradili su engleski plesači) i u odnosu na druge ST plesove relativno je mlad – plesali su ga na svjetskom prvenstvu 1922. godine. U početku je bio dosta progresivan ples, ali vremenom, zbog velikog broja okreta počeo se koristiti priključak stopala, te je ples postao mirniji i graciozniji. Struktura je tako dobila više dijagonalan karakter, te se počelo izvoditi 3/4 okreta, a ne okret za cijeli krug.

Engleski se valcer pleše na sentimentalnu, ritmičnu glazbu, te je stoga najharmoničniji ST ples. Plesni karakter prikazuje se polaganim njihanjima, te prostorno progresivnim okretima, zbog kojih engleski valcer zovu kraljem plesova.

### Tango
Ovdje se misli na klasični (engleski) tango, a ne onaj argentinski, originalni tango koji danas spada u kategoriju show plesova. Taj ples, Tango Argentino, bio je sastavni dio života Argentine i Buenos Airesa (i danas se često vidi na njegovim ulicama), a kad je došao u dodir s Brazilom, Kubom i Urugvajem, trag na njemu su ostavili i drugi plesovi. Poznata je tangoharmonika, bandoneon, na čiju se glazbu plesao. Taj tango prikazuje suprotnosti – muško-žensko, tvrdo-mekano, grubo-sentimentalno... Argentinski tango je 1907. došao u Europu i očarao Pariz, nekoliko godina poslije i cijelu Europu, gdje ipak nije bio odobravan od strane Crkve. Ali kad je početna strogost ublažena, Englezi su reformirali argentinski tango, te je tad, 1920. i 1921. godine nastao klasični tango, koji se pleše na turnirima, i koji je jedan pod najpoznatijih plesova. Unatoč tome, ostao je pomalo "uljez" među ST plesovima.
Karakter tanga je odlučan, čvrst, uvjerljiv, ali ne i krut, već fleksibilan poput kretanja divlje mačke. Stopala ne kližu, već se postavljaju - jednostavni koraci naprijed-natrag - tango se upravo po tome najviše razlikuje od ostalih ST plesova.

### Bečki valcer
O porijeklu bečkog valcera postoji više tvrdnji, ali sigurno je da je to najstariji ST ples, koji vuče korijene iz 12. i 13. stoljeća. Prema nekim povjesničarima plesa, njegova preteča je Langaus, ples u kojem su plesači trebali preplesati dugu dvoranu, ali sa što manje koraka i okreta. No, vlast je zabranila ovaj ples jer nije bilo dozvoljeno zavrtjeti partnericu te ju bacati u zrak, a to nije bila jedina prepreka popularnosti bečkog valcera: vjerski vođe smatrali su ga za vulgarnog i grešnog, a plesni majstori prijetnjom za svoju profesiju.
Ipak, nakon Bečkog kongresa, bečki valcer je osvojio Europu (s iznimkom Engleske) čemu su uvelike pripomogli Straussovi te Josef Lanner. Središte događaja vezanih uz bečki valcer bila je Njemačka, sve do dvadesetih godina prošlog stoljeća. Tada je gotovo cijelo jedno desetljeće bio potisnut, zbog drugih, modernijih i dinamičnijih plesova, ali je tridesetih ponovno uveden u krug natjecateljskih plesova.
Bečki valcer je dosta brz ples u odnosu na ostale standardne plesove, te se stoga pretjerana tehnika ne može izvesti. To je progresivan ples s rotirajućim gibanjima, s naglaskom na prvom koraku.

### Slowfoxiquickstep
Quickstep i slowfox imaju isto porijeklo, iako su godinama postali dosta različiti. Oba potječu od foxtrota (slowfox je došlo od "slow Foxtrot", a quickstep na engleskom znači "brzi korak").
Foxtrot pak ima svoju priču: nastao je iz sporijeg raga, plesa na prvu modernu formu plesne glazbe - ragtime. Foxtrot se pleše brzim i sporim koracima naprijed-natrag i u stranu, a engleski plesači su ugradili i svoj stil: dodali su korake "preko pete" čime su dobili zamah i tako stvorili njegovu današnju verziju (sad spada u kategoriju društvenih plesova). Nakon nekoliko godina, foxtrott se razdvojio na dvije varijante, sporu i brzu: slowfox i quickstep.
Slowfox je čist i otmjen, veoma tečan ples u kojem je tijelo stalno u gibanju. Karakteristični su dugi, rastegnuti koraci sa zamahom, ležerno i elegantno otplesani, te pokoji brzi okret i iznenađujuća poza koji razbijaju njegovu mirnoću i glatkost. Slowfox je najteži ST ples, koji se ne smije otplesati dosadno, te se mora glazbeno interpretirati.
Quickstep je pak najveseliji ST ples. On je živahan, poletan, brz. Karakteristični su trčeći i "trik"  koraci, poskoci, te stalna izmjena quick i slow koraka, koji ples oživljavaju. Veoma je važna sinkronizacija kod partnera kako bi se ples lako i estetski mogao otplesati.

## Latinskoamerički plesovi
Iako se zovu latinskoamerički, pravo porijeklo im je Afrika, odnosno nastali su mješavinom afričkih ritmova koje su donijeli robovi, te američkog, bjelačkog stila (za što je ipak bilo potrebno neko vrijeme). Ti originalni afrički plesovi su samba, rumba i mambo.
Latinskoamerički plesovi su postali popularni pedesetih godina prošlog stoljeća, dakle poslije 2. svjetskog rata, a i danas su popularniji od Standarda. Od njega se razlikuju po mnogo čemu, kostimima, cipelama, frizurama, ali najviše po načinu plesanja: kod latinskoameričkih plesova pleše se i bokovima, dakle svakim dijelom tijela posebno (ali ipak usklađeno), dok se kod standardnih tijelo giba gotovo u jednom komadu.

### Samba
Prva asocijacija je – karneval. Danas samba gospodari Brazilom, a svake godine se osmišljavaju nove melodije. To je jedan od prvih latino plesova, koji je bio središte vjerskih rituala i proslava kod crnih robova iz srednje Afrike, koji su dovedeni u Brazil.
Po mnogima je samba najteži športski latinskoamerički ples, brza je, živahna, a tehnika nije jednostavna. Ali samba je veoma ugodna i bezbrižna, te atraktivna za gledatelje. Veoma je važno savijanje i ispružanje koljena i gležnja, zahvaljujući kojem se tijelo plesača pomjera gore-dolje. Važni su i pokreti bokova i zdjelice. Samba je progresivan ples, što znači da se pleše po krugu. Pleše se ponekad cik-cak, ali stalno "paradirajući" pred publikom (kontakt s gledateljima je jednako važan kao i kontakt s partnerom).

### Cha-cha-cha
Ples nastao iz mamba te rumbe, veoma zaigran, te pun ideja (ponegdje ga nazivaju cha-cha). Kao kod mamba, prvo je nastala glazbena forma, a tek kasnije ples. Tu glazbu je kreirao Enrique Jorrin, iz prebrzo odsviranog mamba, iako nije stekao slavu tim pokušajem. Cha-cha-cha je ustvari nastao u dvorani Palladium na Broadwayu.
Samo ime cha-cha-cha nastalo je od same glazbe, što glazbenici izražavaju ritmički (najčešće udaraljkama i bubnjevima), a plesači kroz tri mala koraka u stranu – lijevom nogom u lijevu stranu, desnu nogu priključiti, te lijevom nogom veći korak ulijevo ili obrnuto – taj se korak zove Chassé, te je veoma važan u mnogim plesovima. Iako ova tri koraka zvuče jednostavno, oni to uopće nisu: treba ih uklopiti s radom bokova, ruka, glave i vrata, dodati ritmičnost, karakter, dinamiku, a to je samo jedan dio osnovnoga koraka.
Cha-cha-cha je drzak, živahan, prirodan, nikad ozbiljan, a partneri se poigravaju jedan s drugim i s publikom. Također, može se plesati na gotovo bilo koju vrstu glazbe (te brzine i ritma, naravno). Upravo zato nije ni čudo što se ovaj ples brzo probio, kako u Sjevernoj Americi tako i u Europi.

### Rumba
Rumba – to je erotičan, strastven ples, ljubavno natjecanje u kojem se žena dvoumi između odanosti i odbijanja, a muškarac između privlačenja i neovisnosti. U mnogo figura iskazuje se umjetnost zavođenja, a partneri pričaju priču o ljubavi. Glavno obilježje Rumbe je snažno gibanje kukova. Glazba Rumbe je senzualna, sinkopirana, ugodna i meka.
Rumba je kubanski ples, pleše se u zadimljenim, mračnim noćnim lokalima Latinske Amerike. A nakon što je prešao u Europu, trebalo je dosta vremena za postizanje popularnosti, jer ga većina nije znala plesati. Tako su se nakon nekoga vremena razvila dva načina: Cuban Style i Square Rumba, od kojih je po odluci međunarodnoga odbora pobijedio prvi. Iako jedan od prvih, rumba je tek od 1964. priznata kao LA ples.

### Paso doble
U prijevodu "dvokorak", uopće nije latinskoamerički. To je španjolski ples, zvali su ga pantomimom koride: plesač je matador, a plesačica njegov crveni plašt – skupa se gibaju oko zamišljenog bika, pa je plesaču potpuno prepuštena uloga vođenja. Po drugim teoretičarima plesačica simbolizira bika, ili čak Flamenco plesačicu, jer veoma mnogo koraka u paso dobleu potječe iz Flamenca.
Karakter plesača uvelike podsjeća na borbu u areni – od njega se očekuje skoro pretjerani ponos, odlučnost, ali ipak elegancija, a od nje svjesna udaljenost, fleksibilnost, brzina. Za paso doble je potrebna velika koncentracija, usklađenost, vatra, pa čak i gluma. Glazba je neobično važna, jer u ovom plesu određuje početak i kraj koreografije (postoji točno određen broj taktova, u drugim se plesovima koreografija pleše ispočetka kad se završi, što se ne primijeti). Glazba je energična i oštra koračnica, te je uglavnom varijacija na temu.

### Jive
Najveseliji, najluđi i najzaigraniji ples, ples za mlade – tako bi ga opisali neki plesači. Doista je najživahniji od svih LA plesova, što nije ni čudo kad se vremenom nadopunjavao raznim plesnim formama: u početku bluesom i swingom, kasnije Boogie-Woogiejem i Beebopom, u pedesetim Rock'n'rollom, te naposljetku nastaje jedna elegantnija, ali ne i manje živa forma (koju su zatražili suci, da bi se ples uklopio u plesne dvorane). Također, jive ima sličnosti s akrobatskim rock'n'rollom.
Jive je dosta vezan za jedno mjesto, pun akrobatike, "kickova", skokova i jasnog ritma. U Europu su ga prenijeli američki vojnici, te je očarao mladež kao što to i danas čini.

### Plesne kategorije
- D1 - Engleski valcer, Cha-cha-cha
- D2 - Engleski valcer, Quickstep, Cha-cha-cha, Jive
- D3 - Engleski valcer, Tango, Quickstep, Samba, Cha-cha-cha, Jive
- C - Engleski valcer, Tango, Bečki valcer, Slowfox, Quickstep, Samba, Cha-cha-cha, Rumba, Paso doble, Jive

- Plesne kategorije po dobi su: Mlađi osnovci, Osnovci, Mlađa mladež, Mladež, Starija mladež, Odrasli, Veterani i Seniori.

## Vanjske poveznice
- Službene stranice Hrvatskog športskog plesnog saveza
- Službene stranice IDSF-a  Arhivirana inačica izvorne stranice od 22. svibnja 2011. (Wayback Machine)
- Stranice N. Somogyia, zaduženog za obradu rezultata i evidenciju HŠPS-a  Arhivirana inačica izvorne stranice od 27. veljače 2009. (Wayback Machine)
- Službena stranica plesne Eurovizije
- Stranica najvećega svjetskoga plesnog natjecanja u Blackpoolu